# Modismo
En lingüística, especialmente en dialectología y lexicología, un modismo (de modo) es una expresión lingüística compuesta por dos o más palabras, cuyo significado no es enteramente composicional a partir de sus componentes, por lo que es de difícil traducción; y que es propio y característico de una determinada lengua, de un dialecto de una lengua (propio de un país o región) o de cualquier modalidad lingüística o registro.

## Diferencias entre modismo y refrán
Hay ocasiones en que un modismo se confunde con un refrán; sin embargo, en muchos casos sí es posible diferenciarlos claramente a través de tres aspectos:
1. El refrán tiene un sentido pedagógico. Tiende a educar. Por ejemplo: A quien madruga Dios le ayuda. Este refrán nos dice que deberíamos ser madrugadores, diligentes, activos para alcanzar algunos beneficios. Zapatero, a tus zapatos. Este nos dice que las personas deben hacer aquello para lo que están preparadas.
2. El refrán suele tener rima. Esto se debe a que la rima refuerza el aprendizaje, la memorización y el recuerdo. Por ejemplo: Juego de manos, juego de villanos.
3. El refrán no suele conjugarse, mientras que el modismo sí. Por ejemplo: No veo tres en un burro; no ves tres en un burro...

Un modismo, en cambio, no educa, no tiene esa intención. Describe una situación, un rasgo de personalidad y nada más. Por ejemplo: Ser un puerco o comer más que un remordimiento. Un modismo puede ser una frase o una palabra sola.